# Gaseopsan
Gaseopsan (koreanska: 가섭산) är ett berg i Sydkorea.   Det ligger i provinsen Norra Chungcheong, i den centrala delen av landet, 90 km sydost om huvudstaden Seoul. Toppen på Gaseopsan är 710 meter över havet.
Terrängen runt Gaseopsan är huvudsakligen kuperad, men åt sydost är den platt. Runt Gaseopsan är det ganska tätbefolkat, med 207 invånare per kvadratkilometer. Närmaste större samhälle är Chungju, 19,8 km öster om Gaseopsan. I omgivningarna runt Gaseopsan växer i huvudsak blandskog.